# Casa Colls-Labayen
La Casa Colls-Labayen és un edifici del municipi de Girona que forma part de l'Inventari del Patrimoni Arquitectònic de Catalunya.

## Descripció
És un edifici al voltant d'un pati amb finestra triforada gòtica de pilarets fins i capitells de palmetes. S'accedeix a través d'una porta de llinda planera de pedra i per un passadís al pati. Les façanes exteriors són sense cap composició i cegues. La casa fa cantonada entre els carrers Sant Llorenç, Batlle i Prats, i Oliva i Prat. A aquest últim hi ha una mica de façana composta de llindes planeres i brancals de pedra, i a continuació la tanca del jardí inferior dit d'en Parramon i que s'ha afegit a aquesta, amb restes romàniques, restes d'una antiga edificació que restà en mal estat. El pati té una escala de pedra i un pilar senzill romànic i un pou centrat.

## Història
La història de les cases es remunta fins als segles xiii i xiv, però podria ser anterior per les restes esmentades anteriorment. Del 1492 és el primer document escrit, de la venda del jueu Lleó Avenay al beneficiat de la Catedral. El 1662 en Pere Coderc la cedeix a la Catedral de Girona, que no la vol per les càrregues. Se subhasta i després sí que la compra. Del 1592 i 1596 deuria ser la part d'en Parramon, que el 1710, degut al setge, s'ensorra i, més tard, s'uneix a la casa Colls. El 1842 el Capítol perd la casa per la desamortització. El 1973 és comprada per la família actual. Durant un temps la casa s'adherí i separà de la sinagoga.